# 昭徳県 (河北省)
昭徳県（しょうとく-けん）は中華人民共和国河北省にかつて存在した県。現在の邯鄲市峰峰鉱区臨水鎮に相当する。
三国時代、魏により設置される。765年（永泰元年）、唐朝により昭義県、宋初に昭徳県と改称された。1073年（熙寧6年）に廃止された。